# 彰化郡
彰化郡（しょうかぐん）は、日本統治時代の台湾に存在した行政区画の一つであり、台中州に属した。

## 概要
彰化街、鹿港街、和美街、線西庄、福興庄、秀水庄、花壇庄、芬園庄、大竹庄、南郭庄の3街7庄を管轄し、郡役所は彰化街に置かれた。うち彰化街、大竹庄、南郭庄は1933年（昭和8年）に合併し彰化市となった。郡域は現在の彰化県鹿港鎮、和美鎮、線西郷、伸港郷、福興郷、秀水郷、花壇郷、芬園郷、彰化市に当たる。
1945年3月に重慶国民政府が策定した台湾接管計画綱要地方政制により郡域を鹿港県とする案があったが、政制の廃止により計画は消滅した。

## 歴代首長

### 郡守
- 島岩太郎[1]
- 岩本多助[2]
- 増永吉次郎[3]
- 齋藤玄寿郎[4]
- 今井昌治[5]：1927年8月[6] -
- 古沢勝之[7]：1929年5月[8][9] -
- 佐藤房吉[10]
- 拔井光三[11]
- 長谷川茂雄[12]：1936年10月[13] -
- 長友甚七[14]
- 山田竹三郎[15]
- 築地憲治[16]